# Sebastià Junyent Sans
Sebastià Junyent Sans (Barcelona, 1865 - 1908) va ésser un pintor i il·lustrador modernista que es va formar a Llotja sota el mestratge d'Antoni Caba i es donà a conèixer pels seus tapissos. Més endavant conreà la pintura de gènere i el paisatge. Fou un dels pintors més cultes del seu temps, però mai acabà de trobar el seu estil, i oscil·là entre el realisme i el simbolisme. Fou també dissenyador de mobles, argenteria, enquadernacions, etc. Tenia el seu taller ubicat al carrer Bonavista, a prop d'on vivia Gaspar Homar, amb qui va mantenir molts contactes professionals. Amb Junyent hi varen col·laborar de forma regular el seu germà Oleguer i Josep Pey i Farriol.
Fou amic i protector del jove Picasso, amb qui compartí inquietuds artístiques i del qual va pintar un retrat al fons del qual apareix l'obra La Vida, que en aquell moment estava realitzant. En aquest període de relació (1903-1904), Picassó va pintar l'aquarel·la El foll, que està dedicada "al meu amic Sebastià Junyent".
Va col·laborar a la revista Joventut amb una sèrie d'articles sobre estètica, i va ser un dels més decidits defensors de la jove generació postmodernista catalana.
El 1906 va ser ingressat al frenopàtic de les Corts, on acabaria els seus dies.
A Catalunya es poden trobar obres d'aquest artista al MNAC i també a la Biblioteca Museu Víctor Balaguer, com Figura (1915).